# Matilda Lutz
Matilda Anna Ingrid Lutz (Milão, 28 de Janeiro de 1991) é uma atriz e modelo italiana. Mais conhecida por interpretar Julia no filme de terror Rings de 2017.
Ela também apareceu na série Medici - The Magnificent, Part 1 da Netflix, no filme A Classic Horror Story.
Lutz interpretou a personagem-título no filme Red Sonja de 2025.

## Vida Pessoal
Lutz nasceu em Milão, filha de Elliston Lutz e Maria Licci. Tem um irmão mais velho chamado Martin Perry Lutz e um meio-irmão chamado Alexey Lutz.

## Filmografia

### Filmes
| Ano  | Título                    | Personagem     | Notas  |
| ---- | ------------------------- | -------------- | ------ |
| 2011 | The Lost Scent In D Minor | Jessica        | SCurta |
| 2012 | Azzurrina                 | Jenny          |        |
| 2013 | L'Ultima Ruota Del Carro  | Francesca      |        |
| 2014 | Somewhere Beautiful       | Nanny          |        |
| 2015 | Mi Chiamo Maya            | Niki / Maya    |        |
| 2016 | L'Universale              | Alice          |        |
| 2016 | L'Estate Addosso          | Maria          |        |
| 2017 | Rings                     | Julia          |        |
| 2017 | Revenge                   | Jen            |        |
| 2018 | Megan                     | Megan Paulson  |        |
| 2019 | The Divorce Party         | Katie          |        |
| 2021 | A Classic Horror Story    | Elisa          |        |
| 2021 | Zone 414                  | Jane           |        |
| 2023 | Reptile                   | Summer Elswick |        |
| 2023 | Helen's Dead              | Helen          |        |
| 2024 | Magpie                    | Alicia         |        |
| 2025 | Red Sonja                 | Red Sonja      |        |

### Televisão
| Ano     | Título                       | Personagem          | Notas                                |
| ------- | ---------------------------- | ------------------- | ------------------------------------ |
| 2013    | Crossing Lines               | Angela Conti        | Episódio: "Desperation & Desperados" |
| 2014–15 | Fuoriclasse                  | Barbara Pinaider    | 16 episódios                         |
| 2018    | Medici: Masters of Florence  | Simonetta Vespucci  | 8 episódios                          |
| 2024    | Brigands: The Quest for Gold | Michelina Di Cesare | 6 episódios                          |